# 吉田彦六郎
吉田 彦六郎（よしだ ひころくろう、安政6年1月23日〈1859年2月25日〉- 昭和4年〈1929年〉3月3日）は日本の化学者。京都帝国大学理工科大学教授。

## 人物略歴
安政6年（1859年）、福山藩の家老吉田豊辰の四男として現在の広島県福山市西町に生まれる。
明治4年（1871年）、大学南校に入学し、明治10年（1877年）に東京帝国大学理学部化学科でロバート・ウィリアム・アトキンソンに師事、メントールの研究を行う。
明治11年（1878年）、日本化学会の前身となる化学会の初代会員となった。明治13年（1880年）卒業して農商務省に入り漆の研究を始める。生漆の成分を分画して主成分を漆酸と名付けた。さらに他のたんぱく質成分が含まれていることを突き止め、漆の硬化作用は漆酸が酵素の作用によって空気中の酸素と化合することによるとした。これにより加水分解酵素しか知られていなかったなかで、酸化酵素の存在を示唆した。これは後にガブリエル・ベルトラン（en:Gabriel Bertrand）により詳細に研究されラッカーゼと名付けられた。
明治19年（1886年）東京帝国大学理科大学助教授、明治25年（1892年）学習院教授、明治31年（1898年）からドイツに留学、その最中に創立されたばかりの京都帝国大学理工科大学の教授に任命される。その後も樟脳の成分を研究するなど、天然物化学の先駆的な研究を行ったが大正2年（1913年）沢柳事件により京都帝大を退職した。その後大蔵省で嘱託で研究を行う。
昭和4年（1929年）、東京都の自宅で死去。

## 栄典
- 1901年（明治34年）8月31日 - 正六位[1]
- 1913年（大正2年）8月20日 - 正四位[2]

## 親族
- 父：吉田豊辰 - 福山藩執政（家老）・文武総裁[3]。吉田家は福山藩弓術師範家で、日置流（吉田流）弓術を伝えた吉田氏の嫡流にあたる（日置流出雲派参照）。
- 兄：吉田豊文 - 堺県大書記官、大阪府大書記官、香川県書記官等を歴任[4]。
- 兄：吉田弘蔵 - 神奈川県警察部長、愛知県書記官、宮城県書記官、東京市助役、小石川区長、広島県深安郡長等を歴任[5]。